# توماس أ. توملينسون
توماس أ. توملينسون هو ضابط ومحامي وسياسي أمريكي، ولد في 1 مارس 1802 في نيويورك في الولايات المتحدة، وتوفي في 18 يونيو 1872 في مقاطعة كلينتون في الولايات المتحدة. نشط حزبياً في حزب اليمين. وقد انتخب عضو جمعية ولاية نيويورك ‏ وانتخب عضو مجلس النواب الأمريكي ‏.